# Sonia Bermúdez
Sonia Bermúdez Tribano (* 18. November 1984 in Vallecas, Madrid) ist eine spanische Fußballtrainerin und ehemalige -spielerin.

## Karriere

### Vereine
Bermúdez begann ihre Karriere im Jahr 2002 beim CFF Estudiantes de Huelva, von dem sie nach einer Saison zur Frauenabteilung des CE Sabadell wechselte. Abermals nach nur einem Jahr schloss sie sich Rayo Vallecano an, wo sie bis 2011 spielte und dreimal die Meisterschaft sowie einmal den Pokalwettbewerb gewann. Auch mit ihrem nächsten Verein, dem FC Barcelona, konnte sie in den Folgejahren vier spanische Meisterschaften und einen Pokaltitel erringen.
Anfang 2014 wurde Bermúdez von der NWSL-Franchise der Western New York Flash verpflichtet und gab dort am 3. Mai ihr Ligadebüt gegen den Portland Thorns FC. In diesem Spiel gelang ihr auch ihr erster Treffer in der NWSL, ein gegen die amtierende Weltfußballerin Nadine Angerer direkt verwandelter Freistoß. Im September 2014 kehrte Bermúdez nach Barcelona zurück. Zu Beginn der Saison 2015/16 wechselte sie zu Atlético Madrid, mit ihrem neuen Klub holte sie zwei Meistertitel und einen Pokalsieg. Von 2018 bis 2020 ließ sie ihre Karriere bei UD Levante ausklingen.

### Nationalmannschaft
Bermúdez spielt für die A-Nationalmannschaft und nahm mit dieser an der Europameisterschaft 2013 teil, wo man im Viertelfinale Norwegen mit 1:3 unterlag. Bei der WM 2015 stand sie ebenfalls im Aufgebot der Spanierinnen, die in der Vorrunde ausschieden.

### Stationen als Trainerin
Nach Stationen in der U19 und U20 der spanischen Auswahlmannschaften wird Bermúdez zum 1. September 2025 als Nachfolgerin von Montserrat Tomé die Cheftrainerin der A-Nationalmannschaft der spanischen Frauenauswahl.

## Erfolge
Verein
- Spanische Meisterschaft (9): 2008/09, 2009/10, 2010/11 (Rayo Vallecano); 2011/12, 2012/13, 2013/14, 2014/15 (FC Barcelona); 2016/17, 2017/18 (Atlético Madrid)
- Spanischer Pokal (3): 2007/08 (Rayo Vallecano); 2012/13 (FC Barcelona); 2015/16 (Atlético Madrid)

Nationalmannschaft
- Algarve-Cup: 2017

Individuelle Erfolge und Ehrungen
- Torschützenkönigin der Primera División (4): 2011/12, 2012/13, 2013/14, 2014/15